# Neomysis japonica
Neomysis japonica is een aasgarnalensoort uit de familie van de Mysidae. De wetenschappelijke naam van de soort werd in 1918 voor het eerst geldig gepubliceerd door Nakazawa.

## Verspreiding
Neomysis japonica is een aasgarnaal afkomstig uit de noordwestelijke Stille Oceaan, van centraal Japan tot de Zuid-Chinese Zee. Aasgarnalen zijn kleine, garnaalachtige schaaldieren, die de neiging hebben hun tijd te verdelen tussen epibenthische leefomgevingen en het plankton. Het werd geïntroduceerd in San Francisco Bay, Californië en New South Wales, Australië. De overvloed en verspreiding van N. japonica in de Baai van San Francisco is slechts bekend vanwege taxonomische verwarring met N. kadakiensis. Het wordt gevonden in estuaria en lagunes en is opgenomen in ballastwater van commerciële schepen.